# Федоров-Давидов Герман Олексійович
Герман Олексійович Федоров-Давидов (17 липня 1931 — 23 квітня 2000) — радянський й російський історик, археолог, фахівець з нумізматики Золотої Орди та середньовічної Східної Європи, один із засновників і керівник Надволзької археологічної експедиції. Доктор історичних наук, професор Московського державного університету.
Член-кореспондент Німецького археологічного інституту (1983), дійсний член РАПН, лауреат Ломоносовської премії I ступеня (1998), координатор секції археології Експертної ради з історії, археології, етнографії Російського гуманітарного наукового фонду.

## Біографія
Народився в Москві в 1931 році. Його батько — Олексій Олександрович Федоров-Давидов (1900—1969), — відомий мистецтвознавець, автор монографій по російському мистецтву, член-кореспондент Академії Мистецтв СРСР, завідувач кафедри Історії російського і радянського мистецтва МДУ. Мати, Ірина Миколаївна, з купецької родини, була художником. Дід, Олександр Олександрович Федоров-Давидов, — перший видавець дитячої літератури в Росії, автор книг про дитячі роки відомих історичних діячів, оповідань й казок для дітей.
Закінчив у 1954 році історичний факультет Московського державного університету ім. М. В. Ломоносова, працював на факультеті з 1960 року.
Г. О. Федоров-Давидов — спеціаліст із східної та російської середньовічної нумізматики, археології та історії Надволжя й Центральної Азії.
Був начальником Надволзької археологічної експедиції Інституту археології АН СРСР й МДУ, досліджує стародавні пам'ятники у Волгоградській й Астраханській областях. Брав участь в археологічних розкопках у Центральній Азії, Чувашії та Татарстані, в Тунісі й у Монголії.
Похований у Москві на Введенському кладовищі.

## Наукові праці
Г. О.. Федоров-Давидов є автором більш ніж 230 статей, а також наступних книг:
- Фёдоров-Давыдов Г. А. Монеты рассказывают (Нумизматика). — М.: Изд-во АН СССР, 1963. — 136 с. — (Научно-популярная серия). — 50 000 экз. (обл.)
- Фёдоров-Давыдов Г. А. Кочевники Восточной Европы под властью золотоордынских ханов: Археологические памятники. — М.: Изд-во МГУ, 1966. — 276 с.
- Monety opowiadao history. Warsawa, 1966. 184 р.
- Фёдоров-Давыдов Г. А. Курганы, идолы, монеты. — М.: Наука, 1968. — 152, [32] с. — (Научно-популярная серия). — 40 000 экз. (обл.)
- Kurgaanid, ebajumalad, rnundid. Tallinn: Valgus, 1970. 152 p.
- Die Goldene Horde und ihre Vorganger. Leipzig, 1972. 192 p.
- Фёдоров-Давыдов Г. А. Общественный строй Золотой Орды. — М.: Изд-во МГУ, 1973. — 180 с.

- Фёдоров-Давыдов Г. А. На окраинах античного мира. — М.: Наука, 1975. — 104 с. — (Из истории мировой культуры). — 64 000 экз. (обл.)

- Фёдоров-Давыдов Г. А. Искусство кочевников и Золотой Орды: Очерки культуры и искусства народов Евразийских степей и золотоордынских городов. — М.: Искусство, 1976. — 228 с. — (Памятники древнего искусства). — 10 000 экз.

- Фёдоров-Давыдов Г. А. Монеты Московской Руси. — М.: Изд-во МГУ, 1981. — 224 с. — (Археология и этнография). — 20 700 экз. (в пер.)

- Фёдоров-Давыдов Г. А. Монеты рассказывают. — М.: Педагогика, 1981. — 112 с. — (Библиотечка Детской энциклопедии «Учёные — школьнику»). — 200 000 экз. (обл.)

- Az Aranyhorda foldjen. Budapest, 1983. 135 p.
- The Culture of the Golden Horde Cities. Oxford, 1984. 277 р., 113 t.
- Stadte der Goldenen Horde an der unteren Wolga. Miinchen, 1984. 131 p.

- Фёдоров-Давыдов Г. А. Монеты — свидетели прошлого. — М.: Изд-во МГУ, 1985. — 176 с. — 50 000 экз. (в пер.)

- Le tresor de Saransk: Les Monnaies de la Russie Moscovite XIV et XV-ieme Siecles. Belgique, 1985. 317 p., 44 t.

- Фёдоров-Давыдов Г. А. Статистические методы в археологии. — М., 1987. — 216 с.

- Фёдоров-Давыдов Г. А. Монеты Нижегородского княжества. — М.: Изд-во МГУ, 1989. — 256 с. — (Археология и этнография). Фёдоров-Давыдов Г. А. Монеты Нижегородского княжества. — М.: Изд-во МГУ, 1989. — 256 с. — (Археология и этнография).  (в пер.)

- Фёдоров-Давыдов Г. А. Монеты рассказывают. — М.: Педагогика, 1990. — 112 с. — (Библиотечка Детской энциклопедии «Учёные — школьнику»). Фёдоров-Давыдов Г. А. Монеты рассказывают. — М.: Педагогика, 1990. — 112 с. — (Библиотечка Детской энциклопедии «Учёные — школьнику»).  (обл.)

- Le tresor de Saransk (2-eme Partie). Les Monnaies de la Principaute de Nijegorod. XIVe — XVe Siecles. Belgique, 1992. 318 p., 50 t.
- Фёдоров-Давыдов Г. А. Золотоордынские города Поволжья. — М.: Изд-во МГУ, 1994. — 228 с.

- Фёдоров-Давыдов Г. А. Золотоордынские города Поволжья: Керамика. Торговля. Быт. — М.: Изд-во МГУ, 2001. — 256 с. — 500 экз. Фёдоров-Давыдов Г. А. Золотоордынские города Поволжья: Керамика. Торговля. Быт. — М.: Изд-во МГУ, 2001. — 256 с. — 500 экз.  (обл.)

- The Silk Road and the Cities of the Golden Horde. Berkeley. California. 2001.

- Фёдоров-Давыдов Г. А. Денежное дело Золотой Орды. — М.: Палеограф, 2003. — 352 с. — ISBN 5-89526-011-X.

### Статті
- Фёдоров-Давыдов Г. А. Четверть века изучения средневековых городов Нижнего Поволжья // Советская археология. №.3.